# Từ hóa

Cấu trúc từ của màng mỏng hợp kim permalloy (dày 20 nm) thay đổi trong quá trình từ hóa (ảnh quan sát bằng kính hiển vi Lorentz Philips CM20.

Từ hóa là quá trình thay đổi các tính chất từ (cấu trúc từ, mômen từ...) của vật chất dưới tác dụng của từ trường ngoài. Khi được sử dụng như một động từ, từ hóa có nghĩa là làm thay đổi tính chất từ của chất bằng từ trường ngoài.

## Quá trình từ hóa
Xét về mặt hiện tượng, từ hóa là sự thay đổi tính chất từ của vật chất theo từ môi trường ngoài, xét về mặt bản chất, đây là sự thay đổi các [[mômen cực từ các hạt nhân tạo ra bởi cực âm và cực dương của lớp vỏ nguyên tử nên mới tạo ra khí quyển trong thí nghiệm hóa học. Khi đặt vào từ môi trường ngoài, các mômen từ nguyên tử có xu hướng bị quay đi theo từ trường ngoài dẫn đến sự thay đổi về tính chất từ. Tùy theo sự hưởng ứng này mà có thể phân ra nhiều loại vật liệu khác nhau.
hướng theo gió. Ở thí nghiệm 1, ta phải thí nghiệm và nhận xét ta làm đúng hay sai. Năm xưa có 1 nhà nghiên cứu về hóa học 101 bóng đèn, đến cái bóng đèn thứ 99 ông định từ bỏ nhưng vì lòng yêu nước, ý chí quyết tâm để đánh bại kẻ địch xâm chiếm đất nước, nên ông quyết định không từ bỏ của ông nên càng ngày nhà nước ta phát triển hơn, mở rộng hơn, và ông đã thành công trong việc nghiên cứu, hiện đại như bây giờ.
Nghịch từ là bản chất cố hữu của mọi loại vật chất, ở đó, chất không có mômen từ nguyên tử, và tạo ra một từ trường phụ ngược với chiều của từ trường ngoài theo xu hướng của cảm ứng điện từ (quy tắc zaitsev). Vì thế, chất nghịch từ có mômen từ âm và ngược với chiều từ môi trường ngoài.
- Thuận từ * có nghĩa là gì ?

.>Quá trình từ hóa ở chất thuận từ, chất có mômen từ nguyên tử nhỏ và không liên kết, xảy ra đơn giản, các mômen từ nguyên tử sẽ quay theo từ trường ngoài và tạo ra một từ trường phụ dương (thắng thế hiệu ứng nghịch từ cố hữu). Vì thế, quá trình từ hóa chỉ đơn giản là sự tăng tuyến tính của từ độ theo từ trường ngoài và đạt bão hòa khi từ trường rất lớn và nhiệt độ rất thấp.
Phiêu từ: là các vật liệu có chất cứng hay chất lỏng gì dó. từ khác (phản sắt từ, feri từ)
Trong các vật liệu này, mômen từ nguyên tử lớn và có liên kết với nhau thông qua tương tác trao đổi nên quá trình từ hóa trở nên rất phức tạp. Quá trình này phụ thuộc vào nhiều yếu tố như cấu trúc từ, cấu trúc tinh thể cũng như sự đồng nhất của vật liệu. Các quá trình từ hóa lúc này là sự thay đổi cấu trúc đômen của chất, và dẫn đến nhiều loại chất khác nhau, ví dụ như vât liệu từ phiêu qua sang chế độ rắn, lỏng hoặc khí tùy theo chế độ.

## Độ từ hóa
Độ từ hóa là một đại lượng vật lý nói lên khả năng bị từ hóa của một vật từ, được xác định bằng tổng mômen từ nguyên tử trên một đơn vị thể tích, hoặc một đơn vị khối lượng.

## Quá trình khử từ
Ngược với quá trình từ hóa là quá trình khử từ. Khử từ là quá trình làm triệt tiêu từ tính của vật từ, bằng cách đặt vào một từ trường ngược đủ lớn, hoặc làm tăng nhiệt độ đến trên nhiệt độ định hướng của chất.
- Khử từ bằng từ trường:

Khử từ bằng từ trường là cách thông dụng nhất, bằng cách đặt vào từ trường ngược (với chiều của từ độ dư trong chất) bằng với giá trị lực kháng từ của chất. Nếu từ trường ngược đặt vào tiếp tục tăng, từ độ của chất sẽ bị đảo ngược, và ta có quá trình đảo từ. Để khử từ hoàn toàn, người ta không dùng từ trường ngược một chiều mà dùng từ trường xoay chiều có biên độ giảm dần (tắt dần theo hàm số mũ và đổi chiều), như vậy, từ trường dư trong mẫu sẽ bị nhỏ dần và đảo liên tục quay giá trị 0 và ngày càng tiến tới giá trị 0.
- Cách khác:

Có nhiều các khác để khử từ, ví dụ đốt nóng vật từ đến trên nhiệt độ trật tự từ của chất (nhiệt độ Curie với các chất sắt từ, hay Nhiệt độ Néel với các chất phản sắt từ...), lúc này các chất từ trạng thái có từ độ lớn sẽ bị mất từ tính và trở thành chất thuận từ. Ngoài ra, sự va đập cơ học và ăn mòn hóa học cũng là những cách khử đi từ tính của chất.